# フランスの映画
フランス映画（フランスえいが）とは、フランスの資本と人材によって製作された映画のこと。

## 歴史

### 19世紀後半から20世紀初頭
映画というメディアの創成期において、フランス映画の技術は世界一を誇っていた。映画が発明されたのがフランスであったためである。1895年12月28日、リュミエール兄弟がシネマトグラフを公開した。1895年にパリで公開されたリュミエール兄弟のL'Arrivée d'un train en gare de la Ciotat を以て映画作品の誕生と言われている。
続く数年間、世界中で映画という新しい手法を使って実験的作品を制作する人々が現れた。パテ社やゴーモン社も映画製作を始め、ゴーモンからは世界初の女性監督アリス・ギイも生まれた。1902年にはジョルジュ・メリエスによる世界初の物語のある映画『月世界旅行』が公開。彼はまた、多くの映画技術を編み出した。1908年、映画を芸術に高めようという動きが起こり、ル・フィルム・ダール社が設立される。ル・フィルム・ダール社による映画『ギース公の暗殺』が公開され、ヒット。
第一次世界大戦と第二次世界大戦の間、 ジャック・フェデーはフランス映画界において詩的リアリズム（poetic realism）の先駆者となる。彼はまたアベル・ガンス、ジェルメーヌ・デュラック、ジャン・エプシュタインと共に「フランス印象派」French Impressionist Cinemaの主要人物ともなった。
1920年代後半には「アバンギャルド」映画がブームとなり、1924年のルネ・クレールの『幕間』（エリック・サティが伴奏音楽を作る）やルイス・ブニュエルの1929年の『アンダルシアの犬』が画期的な作品となる。
1935年のはじめ、脚本家で俳優でもあったサシャ・ギトリが初監督作品を完成させた。彼は30以上の作品を制作し、この時代の先駆者となった。同じ「国民的映画監督」であったマルセル・パニョルも後に再評価されるようになる。
1937年、画家のピエール＝オーギュスト・ルノワールの次男・ジャン・ルノワールが傑作『大いなる幻影』、1939 年には『ゲームの規則』を完成させた。映画批評家の中には、これらの作品を映画史上で最も優れた作品だとする者もいる。
1930年代の目立った作品としては、「詩的リアリズム」の監督の作品、ルネ・クレールの『巴里の屋根の下』(1930)、ジャック・フェデーの『女だけの都』(1935)、ジュリアン・デュヴィヴィエの『我等の仲間』(1936)などがある。

### 第二次世界大戦後：1940年代から1970年代まで
マルセル・カルネの監督した『天井桟敷の人々』は第二次世界大戦下の戦時中に撮影され、1946年に公開された。この3時間に渡る映画は、当時フランスがナチの支配下にあったため、製作が非常に難航した。1828年のパリを舞台にしたこの作品は、1990年代、600名の映画批評家や映画製作者によって「これまでに作られた最も優れたフランス映画」に選ばれた。
また、1946年にはフランス政府がカンヌ国際映画祭を開催しはじめた。
個性的な監督として『ラルジャン』などのロベール・ブレッソンや『ぼくの伯父さんの休暇』などのジャック・タチがいる。また、ジョルジュ・フランジュやアレクサンドル・アストリュックも次世代の先駆者としての地位を占める。
1951年、アンドレ・バザンによって映画批評誌『カイエ・デュ・シネマ』が発行され、多くの若い批評家や愛好家たちグループらの議論の場となっていた。更に、批評の執筆者であった ジャック・リヴェット、エリック・ロメール、ジャン＝リュック・ゴダール、フランソワ・トリュフォー、クロード・シャブロルなどは、映画の助監督の経験もないまま自分達で個人的に映画製作を始め話題になった。多くがシネマテーク・フランセーズで出会っていた。その動きは後にジャーナリズムによりヌーヴェル・ヴァーグと名付けられた。フランスのプロデューサーたちは、彼らの映画が制作費の安い割に話題になる事が気に入った。
当時の野心的な映画の潮流は大きく分けて、アラン・レネのような実験的映画作家出身の「左岸派」の作家と、雑誌『カイエ・デュ・シネマ』の若手批評家らの自主制作グループがあった。同じころ、映画業界から助監督出身の若手監督ロジェ・ヴァディム、ルイ・マルなどの商業映画のグループが斬新な感覚の作品で興行的に成功する。彼らはそれぞれ作風や立場も明らかに異なっていたが、ジャーナリズムは彼ら全てをひとまとめにし「ヌーヴェル・ヴァーグ」と呼んだ。
ヌーヴェル・ヴァーグの初期の作品としてジャン＝ポール・ベルモンドとジーン・セバーグら主演のゴダールの『勝手にしやがれ』(1960)、トリュフォーの『大人は判ってくれない』(1959)、シャブロルの『いとこ同士』(1959)がある。彼らはアルフレッド・ヒッチコックやハワード・ホークスなどを「作家主義」の監督として信奉した。
1960年代の注目すべき作品にはジャック・ベッケルの『穴』(1960)、ルネ・クレマンの『太陽がいっぱい』(1960)、ヴェネツィア国際映画祭で金獅子賞を受賞したアラン・レネの『去年マリエンバートで』(1961)、ジャック・ドゥミの『シェルブールの雨傘』(1963)、ロベール・アンリコの『冒険者たち』(1967)などがある。トリュフォーがジャン＝ピエール・レオとクロード・ジャドと共演した映画『夜霧の恋人たち』(1968)も、ヌーヴェルヴァーグを代表する映画のひとつです。
若い映画作家の台頭は、フランスだけに留まる現象ではなかった。ほとんど同時期に世界中にその影響を波及させ、若い世代の映画作家たちの活動が各国で次々に起こった。結果、1960年代は世界的に映画の変革期となった。

### 1980年代
ジャン＝ジャック・ベネックスが『ディーバ』(1981)を完成させたとき、80年代のフランス映画ブームが始まったと言える。ベネックスの『ベティ・ブルー』(1986)、リュック・ベッソンの『グラン・ブルー』(1988) 、レオス・カラックスの『ポンヌフの恋人』(1991)などBBCと呼ばれる3人が製作を始めた。

### 1990年代
1991年、ジャン・ピエール・ジュネが『デリカテッセン』を監督、続いて1995年に『ロスト・チルドレン』を製作。双方ともファンタジー色の強い作品であった。
1990年代半ば、ポーランド出身のクシシュトフ・キェシロフスキが「トリコロール3部作」と名付けられた『トリコロール/青の愛』、『トリコロール/白の愛』、『トリコロール/赤の愛』を完成させた。
また、1995年には若手監督マチュー・カソヴィッツがフランスにおける人種問題を扱った作品『憎しみ』でカンヌ国際映画祭監督賞を受賞。

### 2000年代
ハリウッドでしばらく活動したジュネは2001年にフランスに戻り、マチュー・カソヴィッツとオドレイ・トトゥ主演のファンタジー映画『アメリ』を完成させ、この作品は日本でも大ヒットした。またこの作品の影響でクレームブリュレブームが起きた。
2000年以降のヒット作にはマチュー・カソヴィッツの『クリムゾン・リバー』(2000)、ジェラール・クラヴジックのアクション・コメディ『TAXi2』(2000)、
コリーヌ・セローの『女はみんな生きている』(2001)、セドリック・クラピッシュの『スパニッシュ・アパートメント』(2002)などがある。
また、リュック・ベッソンプロデュースの作品群や、オリヴィエ・メガトンの『レッド・サイレン』(2002)、エンキ・ビラルの『ゴッド・ディーバ』(2004)など、海外市場を想定した全編英語の作品も作られるようになる。

### 2010年代
2011年の『最強のふたり』はフランスでの歴代観客動員数で3位（フランス映画のみの歴代観客動員数では2位）となる大ヒット作となった。日本でもアメリカを抜き興行収入が16億円を超え、日本で公開されたフランス語映画の中で歴代1位のヒット作となった。

## 映画祭・映画の賞
- カンヌ国際映画祭
- セザール賞
- フランス映画祭 - ユニフランス主催。1953年に第1回が開催された。